# Teratomyces brevicaulis
Teratomyces brevicaulis är en svampart som tillhör divisionen sporsäcksvampar, och som beskrevs av Roland Thaxter. Teratomyces brevicaulis ingår i släktet Teratomyces, och familjen Laboulbeniaceae. Arten är reproducerande i Sverige.